# Aguaruna jezik
Aguaruna jezik (aguajun, ahuajun; ISO 639-3: agr), jezik Aguaruna Indijanaca s gornjeg Marañona i duž rijeka Nieve, Potro, Mayo, Cahuapanas, Cenepa i Santiago, Peru. Srodan je jezicima huambisa [hub] i achuar-shiwiar [acu], s kojima pripada porodici jivaro.
U Peruu je priznat kao jedan od službenih jezika. Oko 38 300 govornika (2000), ali gotovo da nema monolingualnih. Uz svoj govore i španjolski i quechua.

## Vanjske poveznice
- Ethnologue (14th)
- Ethnologue (15th)